# Le Fléau de Capistrano
Le Fléau de Capistrano (titre original : The Curse of Capistrano) est un roman court mettant en scène la première apparition du personnage de Zorro, imaginé par l'auteur américain Johnston McCulley. Ce roman court est paru en feuilleton dans les pages du pulp All-Story Weekly en 1919. Parue en cinq épisodes, sous le titre The Curse of Capistrano, l'histoire gagne les écrans l'année suivante avec le film Le Signe de Zorro. Devant l'immense succès du film, All-Story Weekly publie l'histoire en un roman intitulé The Mark of Zorro. Publié pour la première fois en 1924, le livre est devenu un succès d'édition vendu à 50 millions d'exemplaires.
Le roman est traduit en français de façon partielle en 1986 sous le titre Le Signe de Zorro (Hachette, coll. « Bibliothèque verte »), puis dans une version plus complète sous le titre La Marque de Zorro (Gallimard, coll. « Folio junior » no 813, 1997  (ISBN 2-07-059511-0)).

## Synopsis
Zorro, le héros masqué, est le nom de guerre de Don Diego de la Vega, jeune membre de l'aristocratie espagnole de Haute-Californie au début du XIXe siècle. Noble espagnol, il décide de se faire le défenseur « des faibles et des opprimés ». Déguisé en cavalier masqué avec une cape noire, il commence à combattre les autorités espagnoles corrompues de la région de Californie. Son nom, Zorro (« renard » en espagnol), symbolise son agilité et son esprit. Il est accompagné de son fidèle serviteur Bernardo, qui est sourd-muet, et est amoureux de la belle Lolita Pulido, ce qui le conduit à affronter des rivaux.

## Particularités de l'œuvre
Dans l'histoire originale de McCulley, la fameuse marque du « Z » n'existe pas. En outre, le nom du sergent Garcia (consacré par la version de Zorro produite pour la télévision par les studios Disney) est Gonzales, et au dernier chapitre, intitulé Quelle sottise, le héros révèle son identité.

## Source
- (pt) Cet article est partiellement ou en totalité issu de l’article de Wikipédia en portugais intitulé « The Curse of Capistrano » (voir la liste des auteurs).